# Elena Belci-Dal Farra
Elena Belci-Dal Farra (ur. 31 maja 1964 w Turynie) — włoska łyżwiarka szybka, brązowa medalistka mistrzostw świata.

## Życiorys
Największy sukces w karierze Elena Belci-Dal Farra osiągnęła w 1996 roku, kiedy zdobyła brązowy medal w biegu na 5000 m podczas dystansowych mistrzostw świata w Hamar. W zawodach tych wyprzedziły ją jedynie Niemka Claudia Pechstein oraz Carla Zijlstra z Holandii. Był to jedyny medal wywalczony przez nią na międzynarodowej imprezie tej rangi. Była też między innymi czwarta na mistrzostwach Europy w Heerenveen w 1993 roku, przegrywając walkę o medal z Rosjanką Swietłaną Bażanową. Wielokrotnie stawała na podium zawodów Pucharu Świata, ale nigdy nie zwyciężyła. Najlepsze wyniki osiągała w sezonie 1994/1995, kiedy zajęła trzecie miejsce w klasyfikacji końcowej 3000/5000 m. Lepsze okazały się tylko Niemka Gunda Niemann i Carla Zijlstra. W 1988 roku wystartowała na igrzyskach olimpijskich w Calgary, zajmując dwunaste miejsce na dystansie 5000 m i trzynaste na 3000 m. Cztery lata później, podczas igrzysk w Albertville jej najlepszym wynikiem było dziesiąte miejsce na 5000 m. Swój najlepszy wynik osiągnęła na igrzyskach w Lillehammer w 1994 roku, gdzie była czwarta w biegu na 5000 m, przegrywając walkę o medal z Hiromi Yamamoto z Japonii. Brała również udział w igrzyskach olimpijskich w Nagano w 1998 roku, zajmując dziewiąte miejsce w biegu na 5000 m i jedenaste na 3000 m. W 1998 roku zakończyła karierę.
We wrześniu 1984 roku wyszła za włoskiego trenera, Carlo dal Farrę i od tej pory startowała pod nazwiskiem Belci-Dal Farra.